# شهرستان وودبری (آیووا)
شهرستان وودبری، آیووا (به انگلیسی: Woodbury County, Iowa) شهرستانی در ایالات متحده آمریکا است که در آیووا واقع شده‌است.

## خصوصیات
شهرستان وودبری ۲٬۲۷۴٫۰۲ کیلومترمربع مساحت دارد.